# Prix Sidney Bechet
Le prix Sidney Bechet est une distinction créée en 1970 par l'Académie du Jazz, afin de récompenser le « musicien traditionnel de l'année ».
Le dernier prix Sidney Bechet est décerné en 2003. À partir de 2004, il est remplacé par le Prix Jazz Classique de l'Académie du Jazz.

## Liste des lauréats de 1970 à 2003
- 2003 : Marcel Bornstein
- 2000 : Jean-François Bonnel
- 1999 : Michel Pastre
- 1998 : Michel Denis
- 1997 : Romane et prix honorifique décerné à Dan Vernhettes
- 1996 : Philippe Milanta
- 1995 : Michel Bonnet
- 1994 : François Laudet
- 1993 : Daniel Barda et Louis Mazetier
- 1992 : Kiki Desplat et son orchestre Certains l'aiment chaud et prix honorifique décerné à Christian Azzi
- 1991 : Gilles Chevaucherie
- 1990 : Emmanuel Hussenot
- 1989 : Patrick Bacqueville
- 1988 : Stan Laferrière
- 1987 : Banana Jazz
- 1986 : François Rilhac et prix honorifique décerné à Gilbert Leroux
- 1985 : Hot Antique Jazz Band et François Biensan
- 1984 : Nicolas Montier et prix honorifique décerné à Marc Laferrière
- 1983 : Martine Morel et prix honorifique décerné à Xavier Chambon
- 1982 : Daniel Huck et prix honorifique décerné à Michel Attenoux
- 1981 : Raymond Fonsèque
- 1980 : Alain Bouchet et prix honorifique décerné à René Franc
- 1979 : Olivier Franc
- 1978 : Anachronic Jazz Band et prix honorifique décerné à Jean-Christophe Averty
- 1977 : Le High Society Jazz Band
- 1976 : Boss Quéraud
- 1975 : André Villeger
- 1974 : Christian Morin
- 1973 : Alain Marquet et prix honorifique décerné à Eddy Bernard
- 1972 : Irakli
- 1971 : Jean Pierre Morel (alias "Sharkey")
- 1970 : Claude Bolling